# كفر الثعبانية
كفر الثعبانية أو كفر التعبانية إحدى قرى مركز سمنود التابع لمحافظة الغربية بجمهورية مصر العربية.

## التاريخ
أصل سكان الكفر من مدينة الثعبانية التي كان بها أسواق وعمارات وتجارة وذكرت في قوانين الدواوين وتحفة الإرشاد وفي تاريخ 1228هـ/1813م الذي عدّ قرى مصر بعد المسح الذي قام به محمد علي باشا، ذكرها علي مبارك في كتابه الخطط التوفيقية باسم "الثعبانية"، حيث ذكر أنها من قرى مديرية الغربية بقسم سمنود، وأن بها جامع وحديقة، وبعض منازلها مبنية بالآجر من دورين.
لكنها خربت فانتقل سكانها إلى موقع الكفر الحالي وسمي تيمنًا بالمدينة القديمة، كانت القرية تتبع لمركز المحلة الكبرى فلما أنشئ مركز سمنود سنة 1935 ألحقت به.

## السكان
بلغ عدد سكان كفر الثعبانية 9856 نسمة حسب تقدير عام 2018.
| السنة  | 1882 | 1897 | 1907 | 1927 | 1947 | 1960 | 1976 | 1986 | 1996 | 2006  | 2018 |
| ------ | ---- | ---- | ---- | ---- | ---- | ---- | ---- | ---- | ---- | ----- | ---- |
| القرية | 922  | 1270 | 1371 | 1574 | 1875 | 2425 | 3423 | 4309 | 5636 | 6,610 | 9856 |